# Mary Louisa Willard
Mary Louisa Willard (19 de mayo de 1898-17 de abril de 1993) fue una científica forense. Su padre era profesor en la Universidad Estatal de Pensilvania. 
Fue reconocida internacionalmente por su trabajo en microscopía y ciencias forenses. Comenzó a trabajar en la Universidad Estatal de Pensilvania como asistente en 1921, y se retiró como profesora emérita en 1964. Asistió a agentes de la ley durante toda su carrera y después de su retiro formal, a menudo sin sueldo.

## Educación y carrera
Completó su licenciatura en química en 1921, convirtiéndose en asistente en el departamento de química. En 1923, cuando completó su maestría en química orgánica, fue promovida a instructora. En 1927, recibió su doctorado de la Universidad de Cornell, donde trabajó con William Ridgely Orndorff. A continuación se convirtió en profesora asistente en Penn State (Universidad de Pensilvania). En 1938, se convirtió en profesora titular. Se retiró oficialmente en 1964, convirtiéndose en profesora emérita, pero continuó su trabajo criminológico.
Publicó más de 40 artículos sobre química y criminología, así como manuales de laboratorio sobre microscopía química. Entre sus publicaciones había una breve monografía sobre Mujeres pioneras en química.  Fue editora asistente de la revista Mikrochemie (Mikrochemica Acta), a partir de 1942.

## Forense
Mary Willard se especializó en análisis microquímicos. Usó una variedad de técnicas, incluyendo espectroscopia infrarroja y ultravioleta, espectrometría de masas, cromatografía de gases y resonancia magnética nuclear. Su enfoque especial fue la cristalografía de cristales deformados. 
Mary se involucró con su primer caso criminal en 1930, cuando analizó el alcohol de una violación de la Prohibición.  A lo largo de su carrera, ayudó a los funcionarios encargados de hacer cumplir la ley como testigo experto, a menudo pro bono. Sus investigaciones incluyeron asesinatos, suicidios y accidentes automovilísticos. Fue una de las primeras defensoras del análisis del cabello y la sangre para la identificación de armas sospechosas de asesinato. En un caso en la década de 1950, ella determinó que el cabello en un pico de ferrocarril era el de un niño en lugar del de un perro.
Para otros, ella midió balística, huellas de neumáticos y muestras de arcilla de botas.
Las instituciones a las que asistió incluyeron Séreté, Scotland Yard e Interpol, así como más fuerza de la ley local. Según una estimación, los funcionarios encargados de hacer cumplir la ley la contactaron a diario y compareció ante el tribunal aproximadamente una vez al mes. La prensa de Pittsburgh la llamó "Lady Sherlock".

## Enseñanza
Fue miembro fundadora del capítulo de Iota de Alpha Alpha State Delta Kappa Gamma International el 1 de marzo de 1947.
Era conocida por su tutoría de estudiantes  de ambos sexos.
A veces hacía que sus estudiantes ganaran experiencia en el mundo real al ayudar a probar materiales para las investigaciones criminales en las que estaba involucrada.
Mary Willard murió el 17 de abril de 1993. Sus documentos se encuentran en los Archivos de la Universidad de la Universidad Estatal de Pensilvania.
En 2009, se creó la beca Mary Willard Trustee Scholarship para honrarla, dando preferencia a los estudiantes que se especializan en ciencias forenses en Eberly College of Science.

## Honores y premios
Willard fue miembro de la American Chemical Society (1921), el Instituto Americano de Químicos y la Asociación Americana para el Avance de la Ciencia. Recibió una serie de honores, que incluyen los siguientes:
- 1947, primera mujer en ser presidenta de la división analítica y microquímica de la AEC.[9][10]
- 1955, segunda mujer en ser reconocida por el Capítulo de Pennsilvania del Instituto Americano de Químicos por "esfuerzos sobresalientes en el avance de la mujer química profesional".[1]
- 1957, miembro honorario de la Orden Fraternal de la Policía.[10]
- 1959, primera persona en ser citada por Penn State por "excelencia en la enseñanza".[1][8]
- 1965, recibió el Premio a la Mujer del Año de Penn State.[1]
- 1965, miembro honorario de la Sociedad Microquímica de Austria (cuarto ciudadano estadounidense honrado).[1]